# Река (партия)
«Река» (греч. Το Ποτάμι) — социал-либеральная политическая партия Греции, которая выступает за европейский курс развития страны. Партия основана в марте 2014 года телеведущим Ставросом Теодоракисом в качестве организации «Движения граждан для граждан», которая не имела в своих рядах профессиональных политиков.

## Участие в выборах
Первыми выборами для партии были выборы в Европарламент в 2014 году. На этих выборах Реке удалось получить два мандата. В январе 2015 года партии удалось пройти 3-процентный барьер в парламент Греции, где она получила 17 депутатских мест.